# Chodda
Chodda là một chi bướm đêm thuộc họ Erebidae.

## Các loài
- Chodda costiplaga Bethune-Baker, 1906
- Chodda ochreovenata Bethune-Baker, 1906
- Chodda sordidula Walker, [1863]